# Clorură de acetil
Clorura de acetil este o clorură acidă derivată de la acidul acetic cu formula chimică CH3COCl. Este un lichid incolor, coroziv și volatil.

## Obținere
Clorura de acetil poate fi produsă prin reacția dintre anhidrida acetică și acidul clorhidric: 
{\displaystyle \mathrm {(CH_{3}CO)_{2}O\ +\ HCl\longrightarrow \ CH_{3}COCl\ +\ CH_{3}CO_{2}H} }

### În laborator

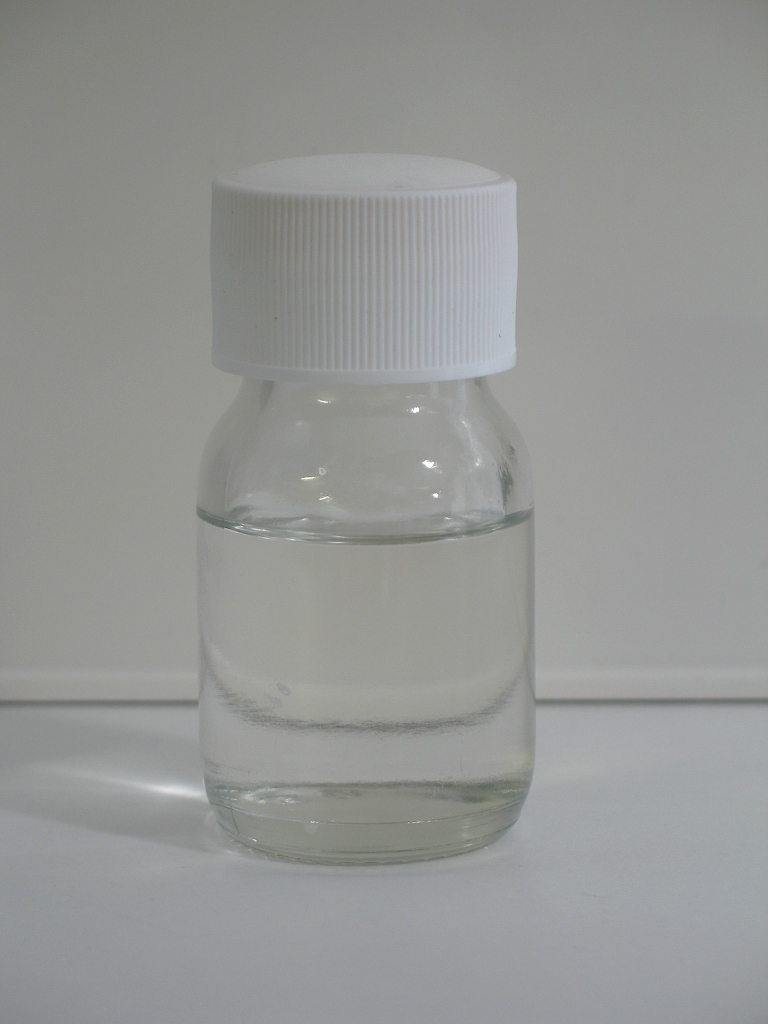
Mostră de clorură de acetil

În laborator, clorura de acetil se poate prepara prin reacția dintre acidul acetic cu agenți dehidrocloruranți, cum ar fi triclorura de fosfor (PCl3), pentaclorura de fosfor (PCl5), sau clorura de tionil (SOCl2). Totuși, în urma acestei metode se obține clorură de acetil cu impurități de fosfor și sulf, care ar putea interfera în reacțiile organice. 

### Alte metode
Clorura de acetil se poate obține și la încălzirea unui amestec de acid dicloroacetic și acetic.   De asemenea, poate fi sintetizată și prin carbonilarea catalitică a clorurii de metil. 